# Richard Benítez
Richard Benítez Subeldía es un futbolista paraguayo que cumple como defensa y ha tenido una larga carrera por equipos chilenos, donde destaca la obtención del título de Apertura 2005 con Unión Española. Estuvo un año jugando por Santiago Wanderers y con la llegada de Jorge Aravena fue descartado del equipo al no renovarle contrato.
Finalmente regresa a jugar en Paraguay, esta vez en Sportivo Luqueño.

## Clubes
| Club                 | País     | Temporadas |
| -------------------- | -------- | ---------- |
| Guaraní              | Paraguay | 2003-2004  |
| Unión Española       | Chile    | 2005       |
| Deportes Antofagasta | Chile    | 2006       |
| Santiago Wanderers   | Chile    | 2007-2008  |
| Sportivo Luqueño     | Paraguay | 2008       |

## Nacionales
| Título          | Club           | País  | Año  |
| --------------- | -------------- | ----- | ---- |
| Torneo Apertura | Unión Española | Chile | 2005 |

- Datos: Q7324117